# Brownsville (Ohio)
Brownsville é um lugar designado pelo censo localizado no condado de Licking no estado estadounidense de Ohio. No Censo de 2010 tinha uma população de 220 habitantes e uma densidade populacional de 95,12 pessoas por km².

## Geografia
Brownsville encontra-se localizado nas coordenadas 39° 56′ 28″ N, 82° 14′ 57″ O. Segundo o Departamento do Censo dos Estados Unidos, Brownsville tem uma superfície total de 2.31 km², da qual 2.31 km² correspondem a terra firme e (0.11%) 0 km² é água.

## Demografia
Segundo o censo de 2010, tinha 220 pessoas residindo em Brownsville. A densidade populacional era de 95,12 hab./km². Dos 220 habitantes, Brownsville estava composto pelo 96.82% brancos, o 0.91% eram afroamericanos, o 0% eram amerindios, o 0% eram asiáticos, o 0% eram insulares do Pacífico, o 0.45% eram de outras raças e o 1.82% pertenciam a duas ou mais raças. Do total da população o 0% eram hispanos ou latinos de qualquer raça.